# Ponton (pływająca konstrukcja wodoszczelna)

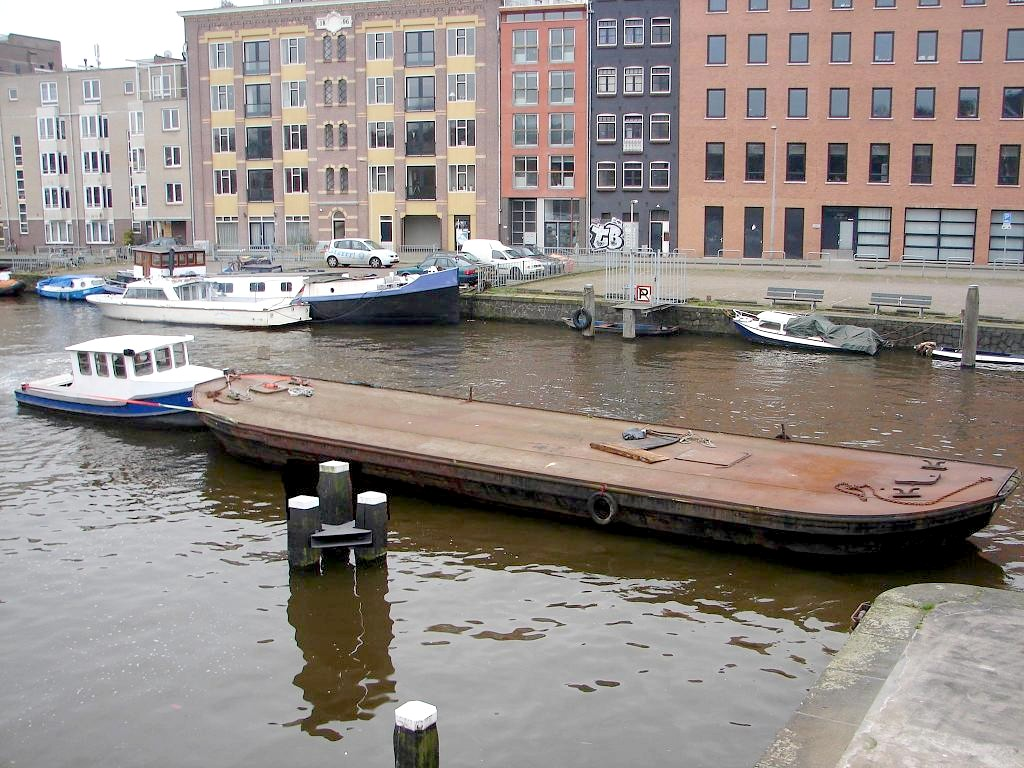
Ponton portowy w Amsterdamie

Ponton – urządzenie pływające w kształcie szczelnej zamkniętej skrzyni służące do ustawiania na nim dźwigów (portowych), rusztowań stoczniowych, baraków, mostów, itp.
Terminem tym określa się też cylindryczne zatapialne zbiorniki używane w ratownictwie morskim do podnoszenia wraków z dna morskiego. Zatopione pontony umieszcza się wokół wraku i mocuje do niego linami, następnie wtłacza się do ich wnętrza sprężone powietrze w celu uzyskania siły wyporu pozwalającej na oderwanie i uniesienie go z dna morskiego.